# Sphecodina abbottii
Espèce
Sphecodina abbottii, le sphinx d'Abbott, est une espèce d'insectes lépidoptères de la famille des Sphingidae.

## Description
Sphecodina abbottii est un papillon d'une envergure de 51 mm à 70 mm.
Papillon gris-brun sombre, la partie proximale de l'aile inférieure porte sur les deux faces une tache jaune vif. En vol ce papillon émet un puissant bourdonnement, cet ensemble lui contribue l’apparence d’un hyménoptère (mimétisme batésien). Au repos, d’entrée camouflé par sa palette de couleur boisée, il recourbe l’extrémité de son abdomen vers le haut afin d'imiter davantage l’apparence d’une écorce.

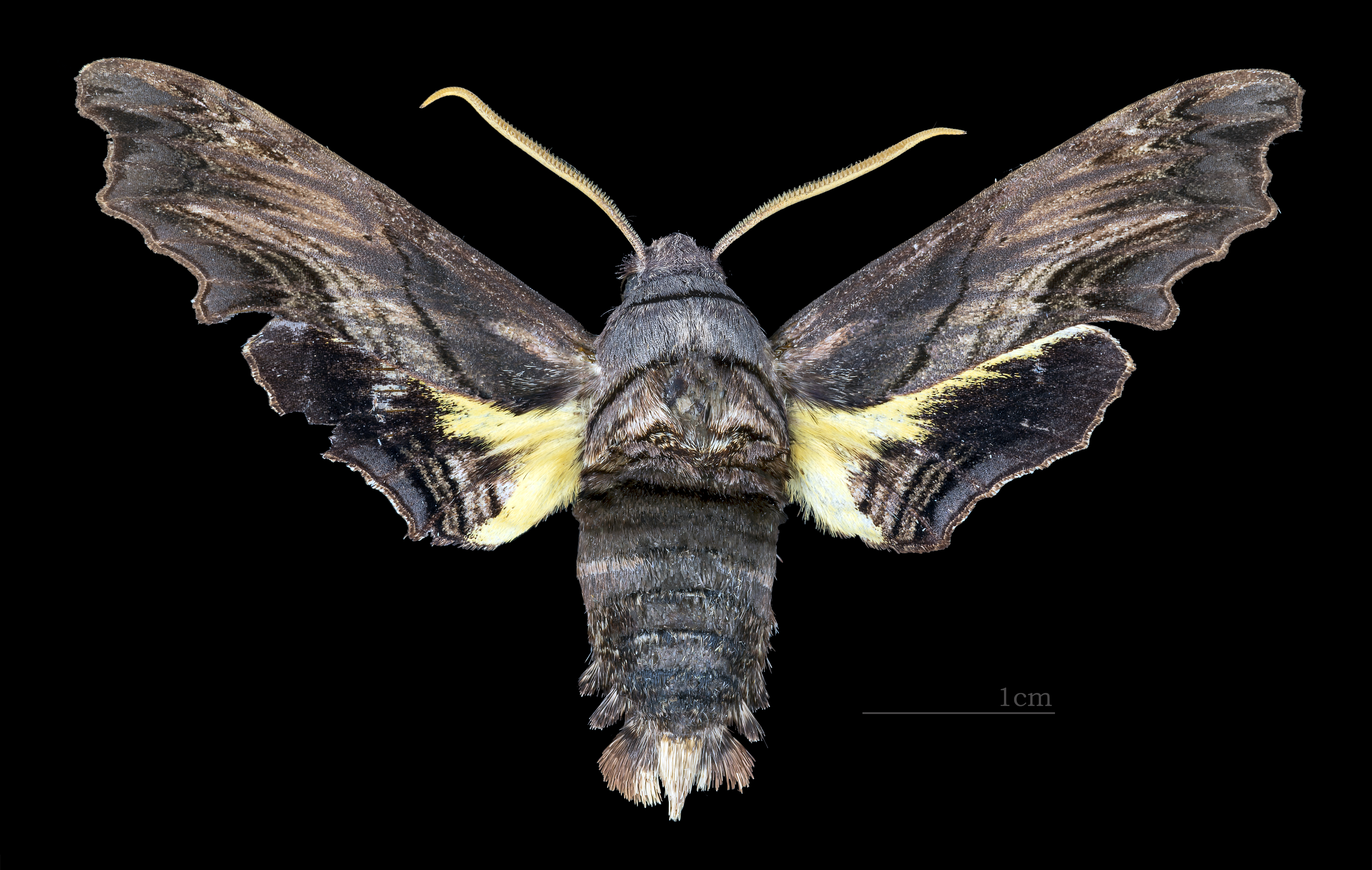
Face dorsale du mâle (coll.MHNT)
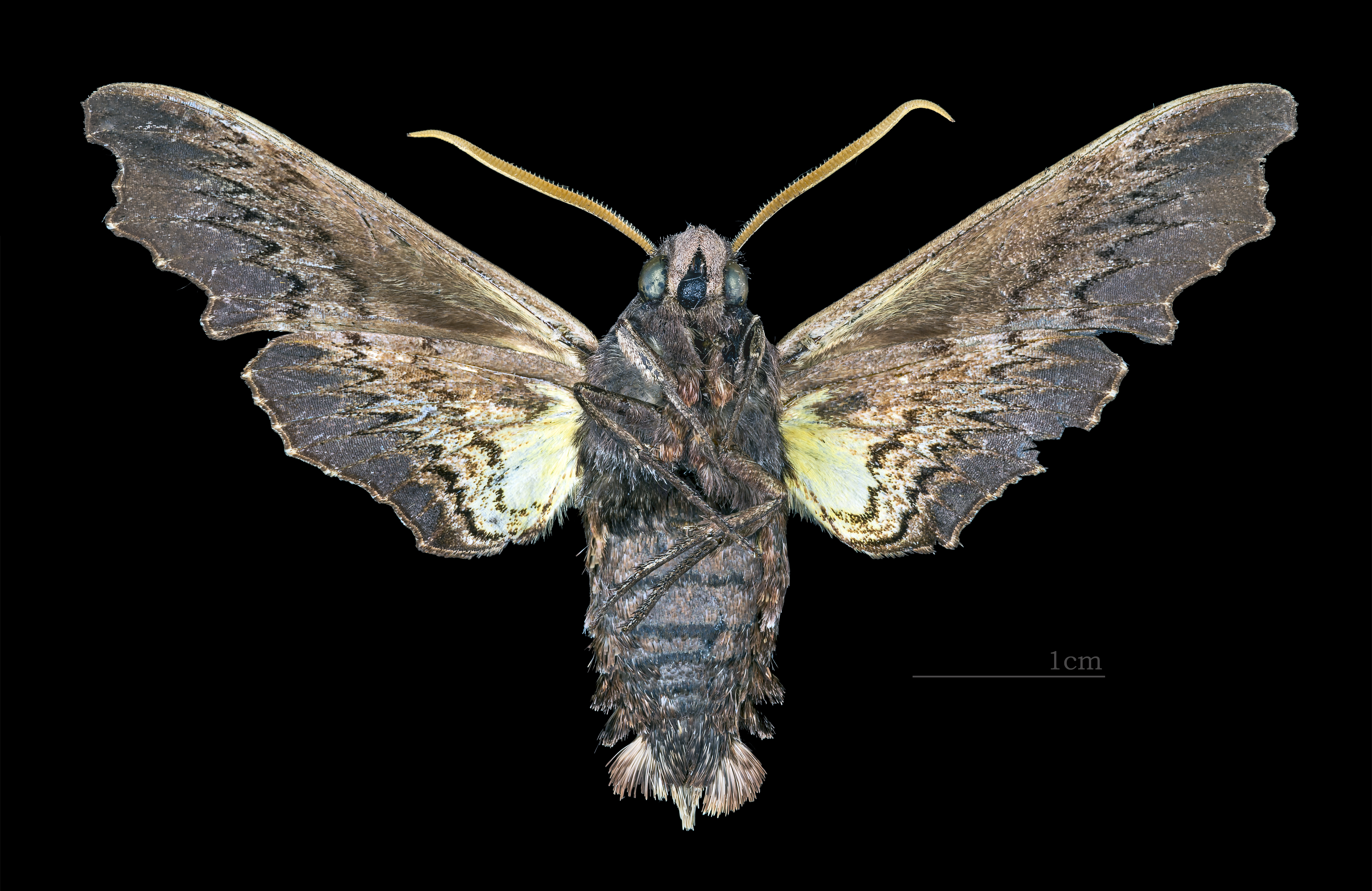
Face ventrale du mâle (coll.MHNT)
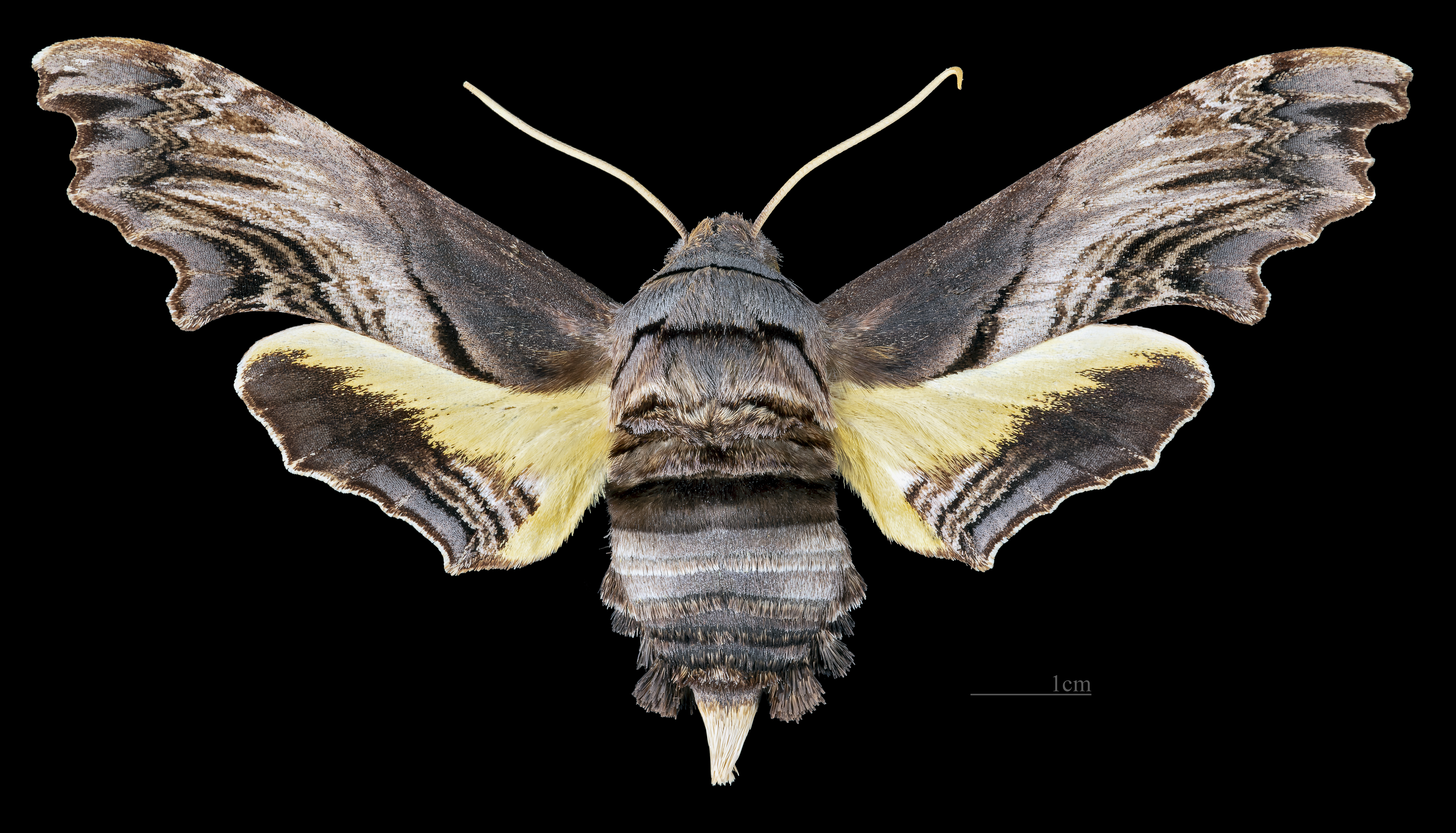
Face dorsale de la femelle (coll.MHNT)
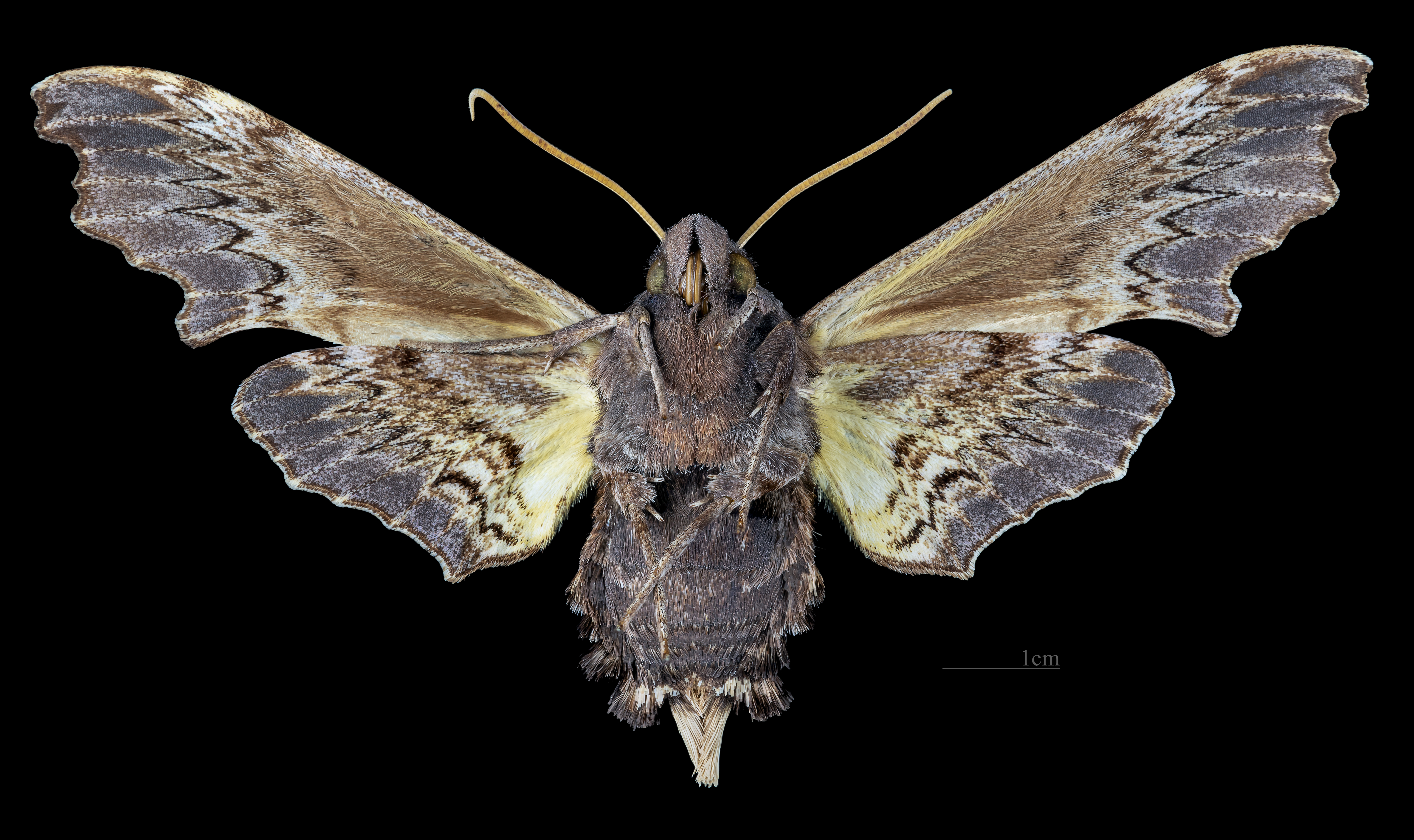
Face ventrale e la femelle (coll.MHNT)

### Chenille
Se nourrissant de nuit, la chenille se cache, le jour durant, sur les écorces de sa plante-hôte. Contrairement à la quasi-totalité des Sphinx, la chenille du sphinx d'Abbott ne porte pas une corne recourbée sur le huitième anneau abdominal. De la sorte, plutôt que de porter une corne, cette chenille aura plutôt développé un gros « bouton » marron; concrètement, une protubérance évoquant l’œil d’un vertébré.

## Biologie
Bien que nocturne comme la majorité des Sphinx, ce papillon s’active déjà à partir du crépuscule ; le meilleur moment d’ailleurs pour arriver à l’observer.

### Période de vol et hivernation
Il vole en mai-juin en une génération, mais en Louisiane, dans le sud de sa zone de répartition, il vole en deux générations entre février et août.

### Plantes hôtes
Les plantes hôtes des chenilles sont des Vitis.

## Écologie et distribution
Sa zone de distribution est l’est de l’Amérique du Nord depuis le nord du Canada, le sud du Québec et de l'Ontario jusqu'en Louisiane au sud et au Minnesota, Nebraska et Missouri à l'est.

### Biotope
Du fait que sa chenille s’alimente de plusieurs espèces de vigne (Vitacae), ce papillon se retrouve fréquemment en milieu urbain.

## Systématique
L'espèce Sphecodina abbottii a été décrite par l'entomologiste britannique William Swainson en 1821 sous le nom initial de Thyreus abbottii. C'est l'espèce type pour le genre.
La localité type est la Géorgie.

### Synonymie
- Thyreus abbottii Swainson, 1821 protonyme.

### Noms vernaculaires
Le sphinx d'Abbott se nomme Abbott's Sphinx en anglais.

## Protection
Pas de statut de protection particulier.